# Escola de Negocis de Harvard

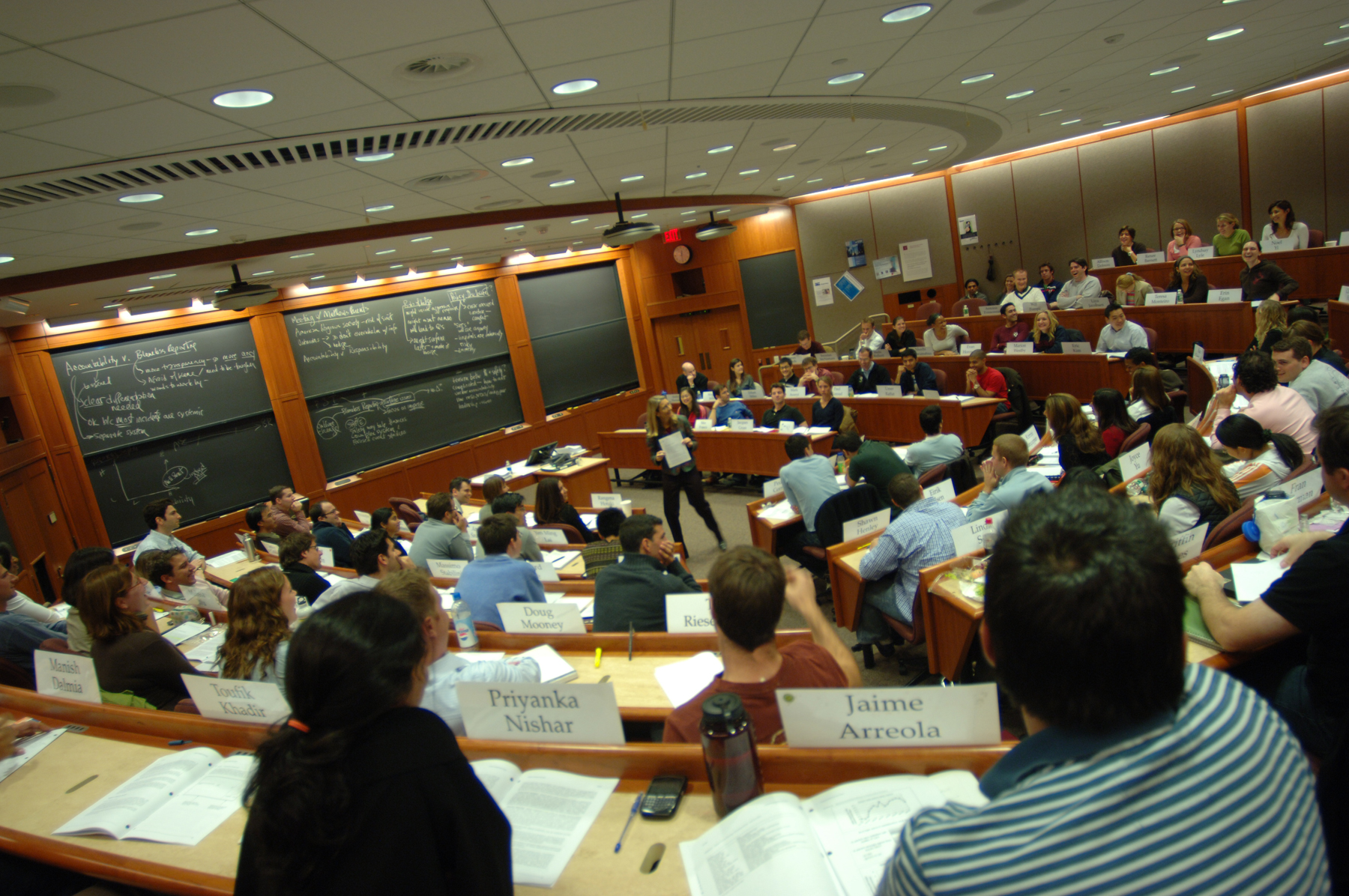
Un aula de l'Escola de negocis Harvard durant una classe.

L'Escola de Negocis de Harvard (en anglès, Harvard Business School o HBS) és una de les escoles de postgrau de la Universitat Harvard i una de les principals escoles de negocis del món.
Va ser fundada en 1908 dins de la Facultat d'Humanitats, a Cambridge (Massachusetts), passant a ser un centre separat en 1913. La seva primera promoció constava de 59 estudiants. En els anys 1920, la grandària de la promoció va aconseguir una xifra de 500 estudiants. En 1927, l'escola es va traslladar a la seva actual localització, Allston, a l'altre costat del Riu Charles. En 1965 van ser admeses les primeres dones per cursar un MBA.
L'escola ofereix un programa a temps complet de MBA, un programa doctoral DBA i diversos programes d'educació d'executius, no ofereix en l'actualitat el Executive MBA. Les Publicacions de l'Escola de negocis d'Harvard, editen llibres de negocis, eines gerenciales per a Internet, casos d'estudi i la famosa revista de negocis Harvard Business Review.
Actualment té 1.800 estudiants de MBA, 91 alumnes del Doctorat DBA, i un total de 234 professors. El preu de la matrícula actual d'un MBA és de 101.660 dòlars.

## Reputació
L'Escola de negocis Harvard és una de les institucions educatives amb major prestigi del món i apareix de manera consistent en el llistat de les millors escoles de negocis dels Estats Units, sempre entre les cinc primeres i alternant-se amb les mundialment prestigioses Stanford GSB, Escola de negocis Booth i Escola Wharton.
Actualment se situa en el primer lloc segons O.S. News (compartint plaça amb Stanford GSB), tercera segons la llista de Financial Times (darrere de Wharton i l'Escola de negocis de Londres), segona segons la revista Business Week (darrere de Chicago Booth), i quarta segons la revista The Economist (rànquing també liderat per Chicago Booth).

## Unitats acadèmiques
Les facultats de l'escola de negocis estan dividides en deu unitats acadèmiques: Contaduría i Gerència, Negocis, Govern i Economia internacional, Gerència emprenedora, Finances, Gerència General, Màrqueting, Negociació, Organitzacions i mercats, Comportament organizacional, Estratègia i Tecnologia i Gerència d'operacions.

## Programa MBA
L'escola de negocis d'Harvard ofereix un programa MBA de dos anys. El primer any està constituït per cursos obligatoris i el segon per cursos electius. L'admissió per al programa és un dels processos més selectius del món sencer, guardant especial cura en l'experiència dels candidats, diversitat i excel·lència acadèmica, mostra de lideratge, i diversitat d'origen.
Actualment el programa té 900 estudiants, dividits en deu seccions (A-J). Estadísticament, el 98% dels estudiants que ingressen aconsegueixen graduar-se.

## Honors acadèmics
El més gran honor acadèmic a l'escola de negocis és el Baker Scholar, el qual es lliura al millor 5% dels graduats.
L'estudiant o estudiants que rebin les millors notes en el primer any són premiats amb el Ford Scholar.

## Professors notables
- Elton Maig, psicòleg i sociòleg del treball.
- Robert C. Merton, guanyador del Premi Nobel d'economia en 1997.
- Michael E. Porter, professor universitari, estratègia competitiva.
- Rakesh Khurana, comportament organizacional.

## Antics alumnes notables
- Eduardo Montealegre, Polític de Nicaragua.
- Sebastián Piñera, Ex-President de Xile.
- Felipe Calderón Hinojosa, Ex-President de Mèxic.
- George W. Bush, Ex-President dels Estats Units.
- William Anders, astronauta de la NASA.
- Michael Bloomberg, empresari i ex-Alcalde de la ciutat de Nova York.
- Nicholas F. Brady, Secretari de tresor dels Estats Units
- Dan Bricklin, cocreador del full electrònic VisiCalc
- Frank Carlucci, Secretari de Defensa dels Estats Units.
- Stephen Covey, Autor de “Els 7 Hàbits de les Persones Altament Efectives i co-fundador de Franklin Covey.
- Fred Haise, astronauta de la NASA.
- Chai Ling, un dels líders estudiantils en les Protestes de la Plaça de Tian'anmen de 1989.
- John H. Lynch, governador de l'estat de Nou Hampshire
- Stanley Marcus, president de Neiman Marcus
- Robert McNamara, secretari de Defensa dels Estats Units i president del Banc Mundial.
- Mitt Romney, Governador de l'estat de Massachusetts i Candidat presidencial.
- Jack Ryan, candidat per a Senador dels estats Units.
- Jeffrey Skilling, director executiu de Enron.
- Ratan Tata, President de Tata Group
- Gérald Tremblay, Alcalde de Mont-real
- Flor Ayala diputada federal a Mèxic.
- Jack Valenti, President de Motion Picture Association of America
- Daniel Vasella, President i director executiu de Novartis
- David Walters, Governador de l'estat d'Oklahoma
- Meg Whitman, President i director executiu de eBay